# はしあさこ
はし あさこ（1985年6月11日  - ）は、日本のイラストレーター、キャラクターデザイナー、漫画家。フリー。チームコドモ所属。
北海道出身。
札幌、函館、長沼育ち。
2008年女子美術大学卒業。大学在学中よりイラストレーターとして活動し、卒業後モバイルコンテンツ制作会社にて外注スタッフ、デザイン事務所にてアシスタントデザイナー等を経てフリー。イラストレーターとしての活動のほか、ジンギスカンのジンくん、グレウサ、おコメじん等の、キャラクターデザインを担当している。2012年に結婚。
『ジンギスカンのジンくん』はスマートフォン向け配信アプリ『タテアニメ』で2017年アニメ化された。

## 作品リスト

### キャラクター
- ジンギスカンのジンくん：（企画デザイン担当）

・2010年にイラストレーターが自分の出身地のキャラクターを作る企画の中で誕生した、ジンギスカンの羊をモチーフにしたキャラクター。2013年からゆるキャラグランプリに参加し、2014年・2015年には北海道のご当地キャラとしては最高順位を獲得する。2016年には、札幌市から公式にサッポロスマイルPR大使に任命され、北海道を代表するご当地キャラとして活動している。

- グレウサ

・2010年12月、別冊キャラぱふぇコミック・日テレマーケット等で連載・配信される4コマまんがの主人公としてデザインされた、うさぎをモチーフにしたキャラクター。2012年にはそれまでの連載が書籍化された。  
2014年には「ゆるキャラ大好きアイドル」として活躍中のソロアイドル寺嶋由芙がグレウサ特命プロデューサーに就任し
、「寺嶋由芙のグレウサプロデュース大作戦」が「NEO station.TV（ネオステ）」にて毎週配信されている。この配信番組には、はしあさこもレギュラー出演者として参加している。
- おコメじん[9] [10]

・2015年、株式会社KADOKAWA・有限会社ODDJOB・株式会社カミオジャパンの三社による共同プロジェクトとしてデザインされた、お米をモチーフとしたキャラクター。別冊キャラぱふぇコミックにて漫画が連載中である。

### 書籍
- グレウサ（2012年11月22日、新人物往来社） ISBN 978-4-40404-271-2
- なぞるだけでみるみる上達！ちょこっとかわいい ボールペンイラスト練習帖 vol.624（2013年6月27日、三才ムック） ISBN 978-4-86199-601-6
- ジンギスカンのジンくん　お手軽ジンギスカンセット（2014年6月3日、PARCO出版） ISBN 978-4-86506-075-1

## メディア
- 寺嶋由芙のグレウサプロデュース大作戦（2014年10月-、ネット配信、NeoStationTV）